# Pierre Bart
Pierre Bart, également appelé Pierre-Jean Bart, est issu d'une famille de marins et corsaires dunkerquois. Il est le neveu de Jean Bart. Capitaine de la frégate Danae, il périra le 27 mars 1759 en combattant les Anglais. Le combat de la Danae a fait l'objet de chansons au Québec et en France.

## L'affaire écossaise
En juillet 1745, il participe à bord de l’Elisabeth à l'expédition ramenant Charles Édouard Stuart en Écosse. Ce débarquement fut à l'origine de la seconde rébellion jacobite. Le Du Teillay, une frégate légère, parvint en effet, le 2 août 1745, à déposer le prince sur l'île d'Eriskay dans les Hébrides extérieures. L’Elisabeth qui, quant à lui, transportait le matériel et quelque 500 marins et volontaires de la brigade irlandaise du régiment de Clare, rencontra le HMS Lion en chemin. Lors de l'engagement avec HMS Lion, le commandant de l’Elisabeth, Pierre De Hau, fut mortellement blessé et Pierre Bart prit vaillamment le commandement du navire. Le Lion et l’Elisabeth furent tous deux gravement endommagés. Bien que l’Elisabeth ait perdu son gouvernail et reçu plus de 150 boulets dont 12 sous la ligne de flottaison, Pierre Bart réussit à le ramener à Brest. Il le fit réparer et, à sa tête, enleva huit bâtiments anglais dont un corsaire de 30 canons.

## Le combat de laDanae
Pendant la guerre de Sept Ans (1756-1763), alors capitaine de brûlot, Choiseul lui confie une division légère basée à Dunkerque. Celle-ci est composée de deux bâtiments : la Danae, frégate de 38 canons qu'il commande, et l'Harmonie, frégate de 34 canons commandée par le lieutenant de frégate Antoine Lefèbvre dit Juin. Cette division a pour mission d'éloigner les corsaires ennemis et d'attaquer le commerce anglais.
À titre d'exemple, les instructions suivantes lui sont expédiées le 27 mars 1758 : « l'objet de la destination du Sr Bart est de protéger le passage au-delà des caps de deux flûtes de la Compagnie des Indes qui sont prêtes à partir du port de Lorient pour la Chine. Après les avoir accompagnées au large du cap Finisterre, il rentrera à Brest. Mais alors, loin d'éviter toute rencontre de vaisseaux, il devra s'attacher à courir sur les frégates, corsaires et navires ennemis » .
En 1759, il est chargé d'aller ravitailler Québec, en passe d'être attaquée par les Anglais. Alors qu'il armait ses deux frégates, il apprit de pêcheurs que les Anglais, au courant de sa mission, croisaient au large de Dunkerque pour l'intercepter avec des forces supérieures au siennes.
Les préparatifs terminés, il se rendit à la cour et représenta au secrétaire d'État de la Marine, Nicolas René Berryer, « Qu'il y avait du danger à exposer deux vaisseaux qui n'étant armés que moitié en guerre, et ayant l'autre chargée en marchandises, ne pourraient résister aux forces que les ennemis préparaient contre eux ». Un capitaine de vaisseau présent au côté du ministre dit à ce dernier : « Si M.Bart trouve tant de difficultés dans cette opération, mon neveu s'en chargera à sa place». Bart lui répliqua : « Vous n'osez, sans doute, vous en charger vous-même, puisque vous proposez votre neveu ». Le capitaine de vaisseau se tut et le ministre dit à Pierre Bart : «Partez monsieur, le roi a confiance en vos talents : il espère que vous réussirez ».
Pierre Bart prit la mer le 27 mars 1759 avec ses deux frégates armées en flûte. Il fut rapidement rattrapé, lorsqu'il fut vers le Dogreban, par le HMS Melampe, frégate de 36 canons (Capitaine William Hotham), qui engagea immédiatement le combat. Quelque temps plus tard les deux navires furent rejoints par le HMS Southampton, frégate de 32 canons (capitaine Gilcrist) qui naviguait en retrait. L'Harmonie réussit à prendre la fuite et se réfugia à Ostende, Pierre Bart, quant à lui, décida de livrer combat. La lutte entre les deux navires anglais et la Danae, privée en raison de sa mission de sa batterie basse et ne disposant que de la batterie haute composée de canons de petits calibres, dura six heures. Pierre Bart ayant eu les jambes fracassées par la seconde bordée anglaise, son serviteur le fit mettre dans une baille de son. Il ne tint pas longtemps, l'hémorragie étant trop importante. Avant de mourir il transmit le commandement du navire à son fils Benjamin,lequel avait embarqué avec lui en qualité de second. Celui-ci eut également une jambe emportée avant d'être tué, quelques instants plus tard, avec le chirurgien qui le soignait. La frégate finit par baisser pavillon et fut prise. Elle deviendra le HMS Danae. Les Anglais rendirent les honneurs au père et au fils.
La chambre de commerce de Dunkerque sollicita du ministre de la marine l'octroi d'une aide pour la veuve de Pierre Bart et son dernier fils. Le 25 mai 1759, le roi octroya sur le trésor royal une pension de 800 livres à sa veuve et un pension de 400 livres à son jeune fils, Pierre Robert Marie Bart, L'échevinage de Dunkerque compléta ces allocations en accordant une pension de 300 livres à sa veuve
Ce combat ne doit pas être confondu avec celui de la bataille de Lissa (1811) impliquant une autre frégate française également appelée Danae.

## Folklore marin
La bravoure de Pierre Bart a inspiré les folklores maritimes français, canadien et flamand. Le combat de la Danae est ainsi relaté par différentes chansons comme Les Neveux de Jean Bart ou Le Combat de la Danae.